# Накамура, Рютаро
Рютаро Накамура (яп. 中村 隆太郎, Nakamura Ryūtarō, 15 апреля 1955 года — 29 июня 2013 года) — японский мультипликатор. Получил известность мини-сериалами, имеющими философский подтекст и оригинальную графику.

## Биография
Родился 15 апреля 1955 года. Поступил на работу в студию Madhouse Inc. (яп. 株式会社 マッドハウス). Долгое время работал в качестве помощника других режиссёров, участвуя в съёмках отдельных эпизодов в сериалах.
Первой самостоятельной полнометражной дебютной работой режиссёра-аниматора стала картина «Приключения Тома» (1992) по повести Масуми Лино. Вслед за ней в 1994 году последовал фильм «Жизнь Гуско Будори», основанный на повести Кэндзи Миядзавы (яп. 宮沢賢治).
Получил международное признание сериалом «Эксперименты Лэйн» (1998, автор оригинала — Абэ Ёситоси) по сценарию Тиаки Конаки, который стал его постоянным сотрудником в работе над фильмами. Впервые сериал демонстрировался по японскому телеканалу TV Tokyo в период с 6 июля по 28 сентября 1998 года. Одновременно была выпущена игра «Эксперименты Лэйн» (1998), режиссёром которой стал Тецуя Эндо. Четырнадцатилетняя школьница живёт в своём уютном маленьком мире. Несчастье, произошедшее с девочкой из параллельного класса, и электронное сообщение, которое она получила, меняют её жизнь. Загадки и странные события врываются в её жизнь. Девочка погружается в мир вечных вопросов о реальности и её восприятии, памяти и сознании, Боге и человечестве. Сериал стал одним из самых известных представителей жанра киберпанк. После широкого показа по всему миру появились слухи о готовящемся выпуске продолжения сериала, однако они не подтвердились.
Среди других работ в качестве режиссёра: «Многоцветье» (1999, 16 серий по шесть минут, связанных общими героями, наполненные пошлым юмором и вращающиеся вокруг секса), эпизод № 17 в сериале «Sakura Wars» (2000), сериалы «Путешествие Кино» (2003, основан на серии коротких новелл Сигасавы Кэйити, яп.  時雨沢 恵一, набор коротких притч в духе Льюиса Кэролла и Франца Кафки) и «RЕС» (2006, главная героиня сериала хочет стать сейю, актрисой, озвучивающей персонажи кино и анимации) и «Путешествие Кино: Прекрасный мир» (2007), фэнтези «Легенда о Кристании» (1996, на сюжет о войне богов).
В 2007 году снял сериал «Охота на призраков» («В погоне за призраком»). Четырнадцатилетний главный герой живёт в тихом провинциальном городе. Одиннадцать лет назад он и его сестра были похищены. Детей нашли в заброшенном доме, девочка умерла, а мальчик выжил. Он видит сны, в которых выходит из своего тела и снова переживает события своего похищения.
В 2009 году было объявлено, что Рютаро Накамура будет работать над новым проектом «Despera». Производство было приостановлено в связи с известием, что Накамура страдает от неизвестного заболевания.
Последней работой режиссёра стал полнометражный фильм по роману Жюля Верна («Отпуск длинной в два года») «The Lost 15 Boys: The Big Adventure on Pirates' Island» (2013), вышедший на экраны уже после его смерти. Пятнадцать котят оказываются на необитаемом острове. Героям предстоит пройти серьёзные испытания, сам остров полон тайн, которые предстоит разгадать.
Рютаро Накамура работал в качестве раскадровщика на многих известных аниме-проектах других режиссёров.
Режиссёр умер от рака поджелудочной железы 29 июня 2013 года в возрасте 58 лет.

## Особенности творчества
Рютаро Накамура известен как мастеровитый ремесленник, способный создавать исключительный по красочности видеоряд. Особенностью фильмов Накамуры является создание реальности, которая лежит между правдой и вымыслом.
Сам Накамура говорит о фильме «Охота на призраков»:

«Само человеческое существование является ужасающим. Существует множество подходов и направлений, которые размышляют о том, что такое „существование“ на самом деле. Мы широко используем в фильме мелодии гагаку, которая является традиционной японской придворной музыкой. Мы создали невероятно сложный звуковой гобелен, который развертывается во всех направлениях… Цветовой тон фильма можно охарактеризовать как „ощущение прохлады“».— Another Ghost Story from Shirow Masamune. Production I.G · Shirow Masamune.

## Фильмография
| Год  |    | Русское название                                               | Оригинальное название                                 | Роль                              |
| ---- | -- | -------------------------------------------------------------- | ----------------------------------------------------- | --------------------------------- |
| 1987 | мс | Необыкновенная схватка                                         | Anmitsu-hime                                          | режиссёр 7 эпизодов сериала       |
| 1992 | мф | Приключения Тома                                               | ちびねこトムの大冒険                                  | режиссёр                          |
| 1994 | мф | Жизнь Гуско Будори                                             | グスコーブドリの伝記                                  | режиссёр                          |
| 1996 | мф | Легенда Кристании: The Chaos Ring                              | Crystania no densetsu: The Chaos Ring                 | режиссёр                          |
| 1996 | мф | Легенда Кристании: The Motion Picture                          | はじまりの冒険者たち レジェンド・オブ・クリスタニア   | режиссёр                          |
| 1998 | мс | Эксперименты Лэйн                                              | シリアルエクスペリメンツレイン                        | режиссёр 4 эпизодов               |
| 1999 | мс | Многоцветье                                                    | 漫画                                                  | режиссёр 16 эпизодов              |
| 1999 | мс | Клуб любителей магии                                           | Mahô tsukai tai!                                      | режиссёр эпизода                  |
| 2000 | мс | Войны Сакуры                                                   | サクラ大戦TV                                          | режиссёр эпизода                  |
| 2003 | мс | Путешествия Кино                                               | キノの旅                                              | режиссёр                          |
| 2006 | мс | RЕС (Запись)                                                   | RЕС                                                   | режиссёр 9 эпизодов               |
| 2007 | мф | Путешествие Кино – прекрасный мир                              | 劇場版 キノの旅 the Beautiful World 病気の国―For You― | режиссёр короткометражного фильма |
| 2007 | мф | Охота на призраков                                             | 神霊狩                                                | режиссёр                          |
| 2013 | мф | Последние 15 мальчиков: Большое приключение на острове пиратов | 十五少年漂流記 海賊島DE!大冒険                        | режиссёр                          |